# Liste der Stolpersteine in Wangerooge
In der Liste der Stolpersteine in Wangerooge werden die vorhandenen Gedenksteine aufgeführt, die im Rahmen des Projektes Stolpersteine des Künstlers Gunter Demnig bisher in Wangerooge verlegt worden sind.

## Verlegte Stolpersteine
| Bild                                          | Inschrift, Person | Adresse                          | Verlegedatum | Anmerkung                                                                                   |
| --------------------------------------------- | --- | -------------------------------- | ------------ | ------------------------------------------------------------------------------------------- |
| Stolpersteine der Familie Levy auf Wangerooge | Elisabeth-Anna-Straße 27 wohnte Hermann Levy Jg. 1885 deportiert 1941 Riga Schicksal unbekannt                        | Elisabeth-Anna-Straße (Standort) | 21. Mai 2011 | geboren am 25. Februar 1885 in Esens                                                        |
| Stolpersteine der Familie Levy auf Wangerooge | Elisabeth-Anna-Straße 27 wohnte Martha Levy geb. Heinemann Jg. 1884 deportiert 1941 Riga ermordet 26.12.1944 Stutthof | Elisabeth-Anna-Straße (Standort) | 21. Mai 2011 | geboren am 26. Juni 1884 in Herford                                                         |
| Stolpersteine der Familie Levy auf Wangerooge | Elisabeth-Anna-Straße 27 wohnte Marga Levy Jg. 1914 deportiert Richtung Osten Schicksal unbekannt                     | Elisabeth-Anna-Straße (Standort) | 21. Mai 2011 | geboren am 18. März 1914 auf Wangerooge                                                     |
| Stolpersteine der Familie Levy auf Wangerooge | Elisabeth-Anna-Straße 27 wohnte Siegmund Levy Jg. 1919 Flucht 1938 England USA überlebt                               | Elisabeth-Anna-Straße (Standort) | 21. Mai 2011 | geboren. 26. Januar 1919 auf Wangerooge, verstorben am 3. Juli 2004 in Stockton/Kalifornien |